# متروبوليس
متروبوليس (إلينوي) (بالإنجليزية: Metropolis, Illinois)‏ هي مدينة تقع في الولايات المتحدة في إلينوي.

## التركيبة السكانية
حدّد مكتب تعداد الولايات المتحدة بيانات التركيبة السكانية لمتروبوليس في تعداد الولايات المتحدة. في ما يلي، التركيبة السكانية حسب تعدادي 2000 و2010.

### تعداد عام 2000
بلغ عدد سكان متروبوليس 6,482 نسمة بحسب تعداد عام 2000، وبلغ عدد الأسر 2,896 أسرة وعدد العائلات 1,708 عائلة مقيمة في المدينة. في حين سجلت الكثافة السكانية 413.9 نسمة لكل كيلومتر مربع (1,072.0/ميل2). وبلغ عدد الوحدات السكنية 3,265 وحدة بمتوسط كثافة قدره 208.5 لكل كيلومتر مربع (540.0/ميل2).
وتوزع التركيب العرقي للمدينة بنسبة 90.53% من البيض و7.61% من الأمريكيين الأفارقة و0.20% من الأمريكيين الأصليين و0.20% من الأمريكيين ذوي الأصول الآسيوية و0.45% من الأعراق الأخرى و1.02% من عرقين مختلطين أو أكثر و0.74% من الهسبانيون أو اللاتينيون من أي عرق.
بلغ عدد الأسر 2,896 أسرة كانت نسبة 27% منها لديها أطفال تحت سن الثامنة عشر تعيش معهم، وبلغت نسبة الأزواج القاطنين مع بعضهم البعض 43.6% من أصل المجموع الكلي للأسر، ونسبة 11.9% من الأسر كان لديها معيلات من الإناث دون وجود شريك،  بينما كانت نسبة 3.4% من الأسر لديها معيلون من الذكور دون وجود شريكة وكانت نسبة 41% من غير العائلات. تألفت نسبة 36.9% من أصل جميع الأسر من عدة أفراد يعيشون في نفس المنزل ونسبة 20% كانت تتألف من شخص يعيش بمفرده يبلغ من العمر 65 عاماً أو أكثر. وبلغ متوسط حجم الأسرة المعيشية 2.13، أما متوسط حجم العائلات فبلغ 2.77.
بلغ العمر الوسطي للسكان 42.6 عاماً. وكانت نسبة 20% من القاطنين تحت سن الثامنة عشر، وكانت نسبة 7.7% بين الثامنة عشر والرابعة والعشرين عاماً، ونسبة 25% كانت واقعةً في الفئة العمرية ما بين الخامسة والعشرين والرابعة والأربعين عاماً، ونسبة 21.5% كانت ما بين الخامسة والأربعين والرابعة والستين، ونسبة 20.8% كانت ضمن فئة الخامسة والستين عاماً فما فوق. يوجد لكل 100 أنثى 81.1 ذكر، ويوجد لكل 100 أنثى في الثامنة عشر من عمرها فما فوق 76.6 ذكر.
بلغ متوسط دخل الأسرة في المدينة 25,371 دولارًا، أما متوسط دخل العائلة فبلغ 33,979 دولارًا. وكان متوسط دخل الذكور 27,630 دولارًا مقابل 17,561 دولارًا للإناث. وسجل دخل الفرد الخاص بالمدينة 15,967 دولارًا. وكانت نسبة 12.5% من العائلات ونسبة 17.2% من السكان تحت خط الفقر، وكان من هؤلاء نسبة 22.4% تحت سن الثامنة عشر ونسبة 16.7% في الخامسة والستين من العمر وما فوق.

### تعداد عام 2010
بلغ عدد سكان متروبوليس 6,537 نسمة بحسب تعداد عام 2010، وبلغ عدد الأسر 2,832 أسرة وعدد العائلات 1,651 عائلة مقيمة في المدينة. في حين سجلت الكثافة السكانية 417.4 نسمة لكل كيلومتر مربع (1,081.1/ميل2). وبلغ عدد الوحدات السكنية 3,207 وحدة بمتوسط كثافة قدره 204.8 لكل كيلومتر مربع (530.4/ميل2).
وتوزع التركيب العرقي للمدينة بنسبة 87.27% من البيض و8.26% من الأمريكيين الأفارقة و0.55% من الأمريكيين الأصليين و0.40% من الأمريكيين ذوي الأصول الآسيوية و0.66% من الأعراق الأخرى و2.86% من عرقين مختلطين أو أكثر و2.13% من الهسبانيون أو اللاتينيون من أي عرق.
بلغ عدد الأسر 2,832 أسرة كانت نسبة 28.6% منها لديها أطفال تحت سن الثامنة عشر تعيش معهم، وبلغت نسبة الأزواج القاطنين مع بعضهم البعض 37.9% من أصل المجموع الكلي للأسر، ونسبة 15.7% من الأسر كان لديها معيلات من الإناث دون وجود شريك،  بينما كانت نسبة 4.7% من الأسر لديها معيلون من الذكور دون وجود شريكة وكانت نسبة 41.7% من غير العائلات. تألفت نسبة 36.8% من أصل جميع الأسر من عدة أفراد يعيشون في نفس المنزل ونسبة 18.8% كانت تتألف من شخص يعيش بمفرده يبلغ من العمر 65 عاماً أو أكثر. وبلغ متوسط حجم الأسرة المعيشية 2.21، أما متوسط حجم العائلات فبلغ 2.89.
بلغ العمر الوسطي للسكان 41.9 عاماً. وكانت نسبة 22.3% من القاطنين تحت سن الثامنة عشر، وكانت نسبة 8% بين الثامنة عشر والرابعة والعشرين عاماً، ونسبة 23.1% كانت واقعةً في الفئة العمرية ما بين الخامسة والعشرين والرابعة والأربعين عاماً، ونسبة 24.6% كانت ما بين الخامسة والأربعين والرابعة والستين، ونسبة 22% كانت ضمن فئة الخامسة والستين عاماً فما فوق. وتوزع التركيب الجنسي للسكان بنسبة 44.7% ذكور و55.3% إناث.

## أعلام
- أوسكار ميشو
- دالي أندرسون
- جيمس إل. فورمان
- بيتي فوس
- هوك تايلور
- جوان ويفر